# Флотилія свободи

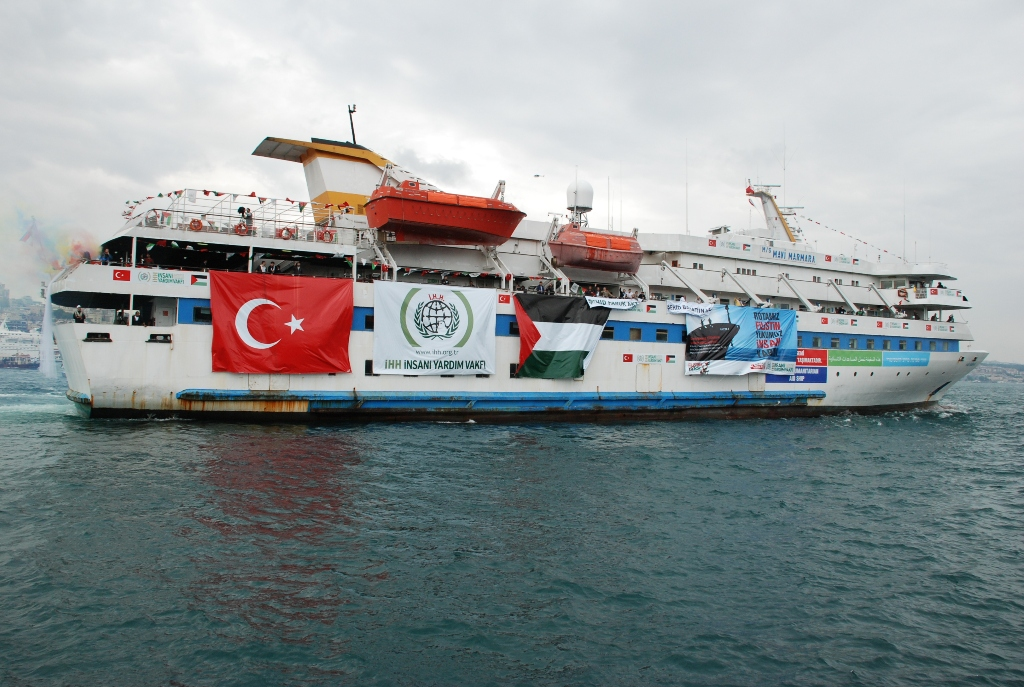
Флагман Флотилії свободи «Маві Мармара» 22 травня 2010 року.

Захоплення «Флотилії свободи» — захоплення ізраїльськими військовими 31 травня 2010 року суден у Середземному морі, що намагалися доставити у Смугу Гази гуманітарну допомогу всупереч встановленої Ізраїлем блокади цього регіону. Декілька човнів з озброєними пропалестинськими активістами, а також членами Європейського парламенту та правозахисних організацій отримали назву «Флотилія свободи» (англ. Freedom Flotilla). Під час штурму судна загинуло щонайменше 9 чоловік, ще 60 отримали поранення, в тому числі і ізраїльські військові. Вбивство представників гуманітарних організацій викликало хвилю протестів по всьому світі та засуджень дій Ізраїлю, як у ООН так і урядами декількох країн світу. Ізраїль, у свою чергу звинуватив організаторів акції у провокації.

## Передісторія
У флотилію свободи входило 8 суден під прапорами декількох країн: Коморських островів, Греції, Ірландії, Кірибаті, Туреччини та Сполучених Штатів Америки. Флотилія була організована з метою доставки гуманітарної допомоги, в тому числі, продовольства, медикаментів і будівельних матеріалів до Смуги Газа. З 2007 року Ізраїль ввів блокаду цього регіону і попередив, що не дозволить доступ флотилії до Гази. Більшість пасажирів становили члени правозахисних організацій, інтелектуали, журналісти і політики з усього світу. Також на облавку були члени Європейського парламенту, Швеції, Німеччині та Сполученого Королівства.

## Захоплення
За словами організаторів гуманітарної акції, ізраїльські військові напали на флагман флотилії корабель Маві Мармаріс і відразу ж відкрили вогонь по сплячих мирних пасажирах. Однак відео розповсюджене Ізраїлем підтвердило, що ізраїльські військові зустріли запеклий відпір під час захоплення. За даними армії Ізраїлю пасажири судна чинили опір із застосуванням ножів, залізних прутів і вогнепальної зброї, на що військові були змушені відкрити вогонь. У результаті 9 пасажирів, громадян Туреччини було вбито, 7 солдатів було поранено, двоє з них тяжко.

## Реакція

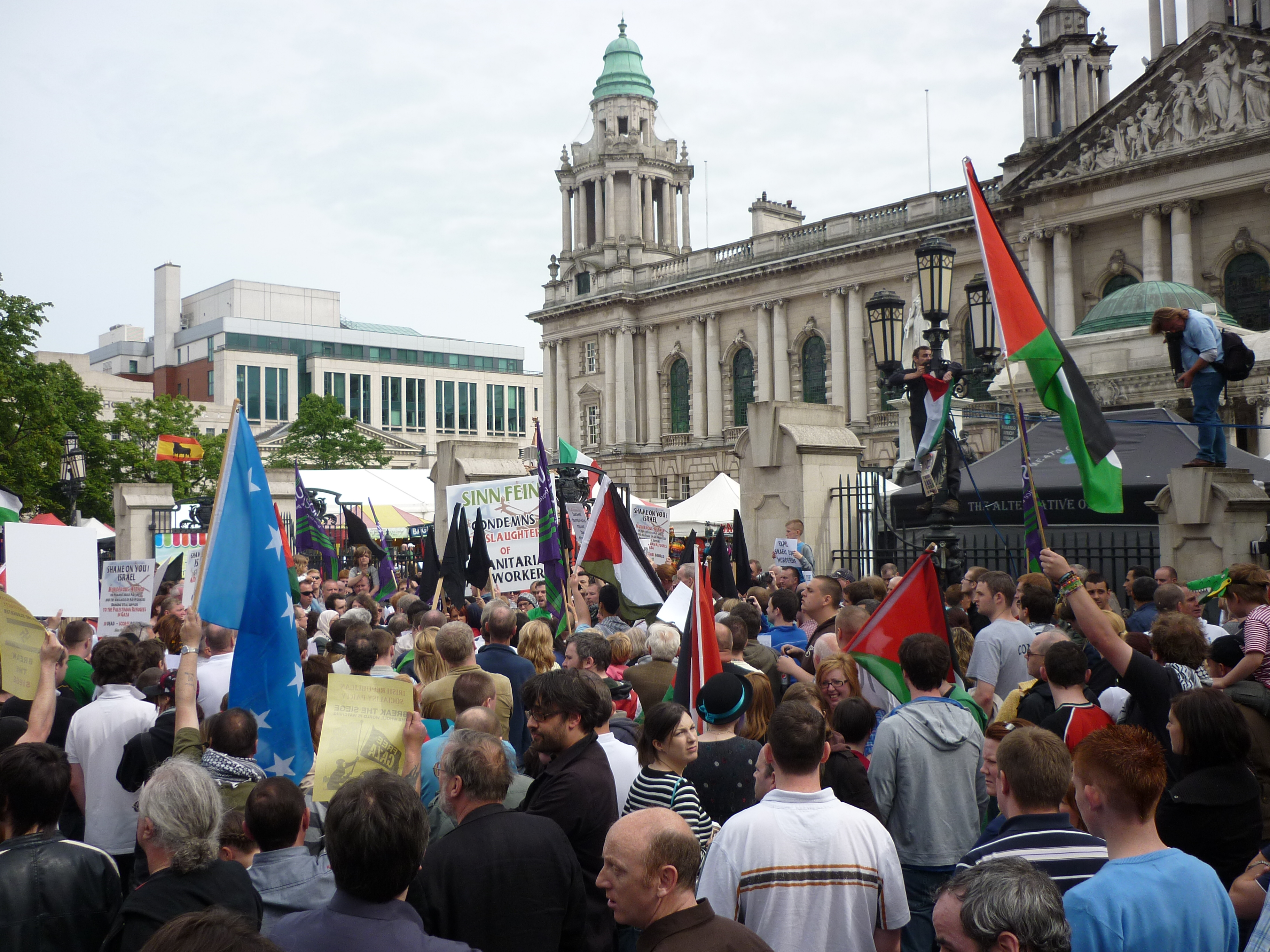
Маніфестація у Белфасті (Північна Ірландія) проти захоплення Ізраїлем Флотилії свободи.

Захоплення Ізраїлем флотилії гуманітарної допомоги, а особливо вбивство правозахисників викликало хвилю обурення та протестів по всьому світі. В декількох арабських та європейських країнах, а особливо у Туреччині відбулися протести та багатолюдні демонстрації. Низка країн світу, міжнародних організацій та голів уряду виступили з різким осудженням дій Ізраїлю. На вимогу Туреччини було скликана позачергова сесія Ради Безпеки ООН, на якій була прийнята резолюція з осудженням захоплення Флотилії свободи.
- Туреччина — Найбільше обурення діями Ізраїлю висловила Туреччина і відкликала свого посла з Тель-Авіву. У своїй заяві міністр закордонних справ країни закликав Ізраїль вибачитися за свої дії, виплатити компенсації загиблим та постраждалим при штурмі і припинити блокаду Смуги Газа.[6] Туреччина різко обмежила економічну та військову співпрацю з Ізраїлем, у країні були порушені кримінальні справи проти ізраїльських посадовців, винних в загибелі людей
- Ізраїль — У своїй заяві по гарячих слідах прем'єр-міністр Ізраїлю Біньямін Нетаньягу висловив жаль з приводу загибелі пасажирів флотилії, однак наглосив, що ізраїльські військові мусили відкрити вогонь аби захистити себе. Міністр іноземних справ Авігдор Ліберман поклав всю відповідальність за трагедію на пасажирів суден і назвав цю акцію провокацією.[6]. Ізраїль приніс офіційні вибачення Туреччині у березні 2013.
- США — Осудження дій Ізраїлю висловили і США, хоча також відмітили, що продовжують вивчати обставини трагедії та причини винекнення конфлікту.[7]
- Росія — Росія висловила осудження дій Ізраїлю і у спільній заяві з ЄС закликала до неупередженного розслідування події у міжнародних організаціях.[8]
- Греція — МЗС Греції зажадало від керівництва Ізраїлю негайних поясненнь щодо безпеки грецьких громадян захоплених Ізраїлем. До того ж, Греція відмінила військові навчання з Ізраїлем на знак протесту проти захоплення Флотилії свободи.[9]
- Україна — МЗС України висловило своє занепокоєння обставинами захоплення кораблів, висловило стурбовання стосовно загибелі людей і закликало негайно провести ґрунтовне розслідування інциденту навколо т.з. "Флотилії свободи".[10]

## Вибачення Ізраїлю
22 березня 2013 року Ізраїль вибачився перед Туреччиною за дії, що призвели до загибелі її громадян під час штурму «Флотилії свободи». Це сталося за посередництва американського президента Барака Обами. Прем'єр-міністр Ізраїлю Біньямін Нетаньягу зателефонував своєму турецькому колезі Реджепу Таїпу Ердогану з аеропорту Тель-Авіва, куди ізраїльське керівництво приїхало проводжати Барака Обаму. Ізраїль вибачився за такого роду інцидент уперше за всю історію.
Анкара прийняла вибачення Ізраїлю, після цього Туреччина та Ізраїль відновили двосторонні відносини.